# Diptychandra
Diptychandra é um género botânico pertencente à família Fabaceae.